# Konstantinos Volanakis
Konstantinos Volanakis, o Volonakis (in greco Κωνσταντίνος Βολανάκης? o Βολονάκης; Candia, 1837 – Il Pireo, 1907), è stato un pittore greco.
Abitò a Monaco di Baviera fino al 1884 e là ricevette la sua formazione artistica. Spiccò come pittore di soggetti bellici, soprattutto battaglie, tra cui si citano La Battaglia di Lissa e La Battaglia di Trafalgar.